# Foucault (1912)
Foucault (Q70) – francuski oceaniczny okręt podwodny z okresu I wojny światowej, czwarta zamówiona jednostka typu Brumaire. Została zwodowana 15 czerwca 1912 roku w stoczni Arsenal de Cherbourg, a do służby w Marine nationale weszła w 1914 roku. Okręt został zatopiony 15 września 1916 roku nieopodal Cattaro przez austro-węgierskie wodnosamoloty.

## Projekt i budowa
„Foucault” zamówiony został na podstawie programu rozbudowy floty francuskiej z 1906 roku. Jednostkę zaprojektował inż. Maxime Laubeuf, lekko modyfikując swój poprzedni projekt (Pluviôse) poprzez zastąpienie napędu parowego licencyjnymi silnikami Diesla MAN, znacznie bardziej niezawodnymi od francuskich modeli.
„Foucault” zbudowany został w Arsenale w Cherbourgu. Stępkę okrętu położono w 1907 roku, a zwodowany został 15 czerwca 1912 roku. Okręt nazwano na cześć wybitnego XIX-wiecznego naukowca – Jeana Foucaulta.

## Dane taktyczno–techniczne

Wnętrze bliźniaczego okrętu „Montgolfier” (przed 1919 rokiem)

„Foucault” był średniej wielkości oceanicznym okrętem podwodnym o konstrukcji dwukadłubowej. Długość całkowita wynosiła 52,1 metra, szerokość 5,14 metra i zanurzenie 3,1 metra. Wyporność w położeniu nawodnym wynosiła 397 ton, a w zanurzeniu 551 ton. Okręt napędzany był na powierzchni przez dwa 6-cylindrowe, czterosuwowe silniki Diesla MAN (wyprodukowane na licencji we Francji) o łącznej mocy 840 koni mechanicznych (KM). Napęd podwodny zapewniały dwa silniki elektryczne o łącznej mocy 660 KM. Dwuśrubowy układ napędowy pozwalał osiągnąć prędkość 13 węzłów na powierzchni i 8,8 węzła w zanurzeniu. Zasięg wynosił 1700 Mm przy prędkości 10 węzłów w położeniu nawodnym oraz 84 Mm przy prędkości 5 węzłów pod wodą. Dopuszczalna głębokość zanurzenia wynosiła 40 metrów.
Okręt wyposażony był w siedem wyrzutni torped kalibru 450 mm: jedną wewnętrzną na dziobie, cztery zewnętrzne systemu Drzewieckiego oraz dwie zewnętrzne po obu stronach kiosku, z łącznym zapasem 8 torped model 1904. Załoga okrętu składała się z 29 oficerów, podoficerów i marynarzy.

## Przebieg służby
„Foucault” został wcielony do służby w Marine nationale w 1914 roku. Jednostka otrzymała numer taktyczny Q70. „Foucault” podczas wojny pełnił służbę na wodach Morza Śródziemnego. 15 września 1916 roku 10 mil od Cattaro zanurzony okręt został (dzięki dużej przeźroczystości wody) zauważony i zbombardowany przez dwie austro-węgierskie łodzie latające Lohner L (L-132 i L-135). Uszkodzona jednostka została zmuszona do wynurzenia, opuszczona przez załogę (uratowaną następnie przez wodnosamoloty i wezwany przez lotników torpedowiec) i zatonęła. Było to pierwsze zatopienie okrętu podwodnego dokonane przez samoloty w historii wojen morskich.